# Roztocze Środkowe
Roztocze Środkowe (343.22) (Roztocze Tomaszowskie) – mezoregion fizycznogeograficzny w południowo-wschodniej Polsce, jeden z trzech mezoregionów Roztocza. Roztocze Środkowe graniczy od zachodu z Roztoczem Zachodnim, od północy z Padołem Zamojskim, od wschodu z Grzędą Sokalską i Równiną Bełską, a od południa z Roztoczem Wschodnim i Równiną Biłgorajską.
Region jest wyżyną zbudowaną z piaskowców mioceńskich i wapieni litotamniowych, zwykle bez pokrywy lessowej. Osiąga wysokość do 385 m n.p.m. (Wapielnia). Roztocze Środkowe przecinają podłużne doliny górnych odcinków Wieprza, Sołokiji i Tanwi (z wodospadami). Jest to region silnie zalesiony. Na jego obszarze znajduje się Roztoczański Park Narodowy, Krasnobrodzki Park Krajobrazowy oraz pomnik przyrody nieożywionej, tzw. Płaczący Kamień – ostaniec o obwodzie kilkunastu metrów. Roztocze Środkowe jest regionem o wysokiej atrakcyjności turystycznej.
Region leży głównie w granicach woj. lubelskiego, obejmując tylko północno-wschodni fragment woj. podkarpackiego w okolicach Narola. Rozpościera się na terenie czterech powiatów: zamojskiego, biłgorajskiego, tomaszowskiego i lubaczowskiego. Roztocze Środkowe ciągnie się od Szczebrzeszyna do poprzecznego obniżenia między Narolem a Lubyczą Królewską.
W obrębie regionu leży 6 miast: Tomaszów Lubelski, Szczebrzeszyn, Zwierzyniec, Krasnobród, Józefów i Narol, ponadto miejscowości Bełżec, Lubycza Królewska, Susiec, Guciów, Tarnawatka, Krynice, Adamów i Podlesina.